# アナバプテスト
アナバプテスト（英語: Anabaptist、再洗礼派、さいせんれいは）は、キリスト教において宗教改革時代にフルドリッヒ・ツヴィングリの弟子たちから分派した教派。ツヴィングリ主義の肉の剣の行使を宗教内で持ち続け行ない行使することを批判したのが特徴である。
英語の"Anabaptist"は語源でいうと、anaはギリシャ語の ἀνά-（ana-, 再び）に、baptistは同じくギリシャ語の βαπτίζω（baptizo, 水に浸ける、浸す）に由来する。"re-baptizers"すなわち再洗礼派と訳された。ただし、この系統のうち現代ランドマーク・バプテストはバプテスマのヨハネと初代教会から続く正統性を主張している。

## 特徴
幼児洗礼を否定し、成人の信仰告白に基づく成人洗礼を認めるのが、その教理的特徴の一つである。幼児洗礼者に成人洗礼を授けることがあるため再洗礼派とも呼ばれる。ただし、彼らにとって幼児洗礼そのものが無効であるので再度洗礼を授けているという認識はない。従って「再洗礼派」を自教会の名称として用いることはない。また「洗礼」を授ける際には、物理的に可能である限り、頭部などへ水滴を落とす「滴礼」ではなく全身を水に沈める「浸礼」によって行われる。他教団などで幼児洗礼を受けた信者に対し、自らの口による信仰告白を伴う「堅信礼」を改めて行う教会もある。
また、世と教会の分離（政教分離）を強く求めた。
これらの運動の総称としてラディカル・リフォーメーションと呼ぶことがある。熱狂主義者（シュヴェルマー）と呼んで非難され、反宗教改革的なものとされた。
ラディカル・リフォーメーションの分派には三位一体を否定するグループや「キリストは、その血と肉をマリアから受けず、天から持って来られた。」など特異的な信条を唱えるグループや、神秘的な体験を強調するグループも存在した。渡辺信夫はそれらのグループを福音的では無いとして宗教改革と区別している。
カトリック教会のみならず他のプロテスタント勢力からも迫害を受け、多数の人が処刑された。
再洗礼派は長く教会史上異端とされてきたが、20世紀に入ってその運動が再評価され、現在では、そのうち福音的なグループがプロテスタント福音派の有力な潮流のひとつとして理解されている。今日のメノナイトやアーミッシュ、ブレザレン教会は、再洗礼派の流れを汲む。
ただし、ランドマーク派はプロテスタントを自称しない。また、再洗礼派のうちで福音派の超教派の働きに同調しないグループが存在する。

また、一部の再洗礼派は互いの足を洗い謙遜を示す「洗足式」を重視する。また、メノナイトは絶対平和主義を掲げ、良心的兵役拒否などの平和運動で知られる。

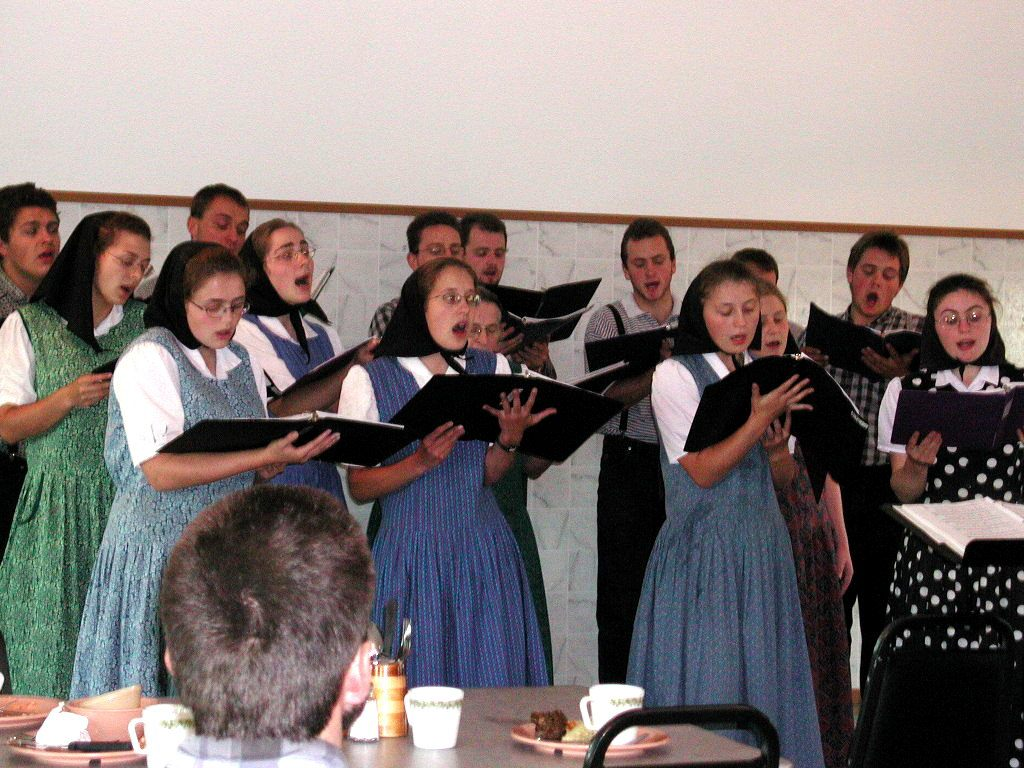
カナダのフッター教徒
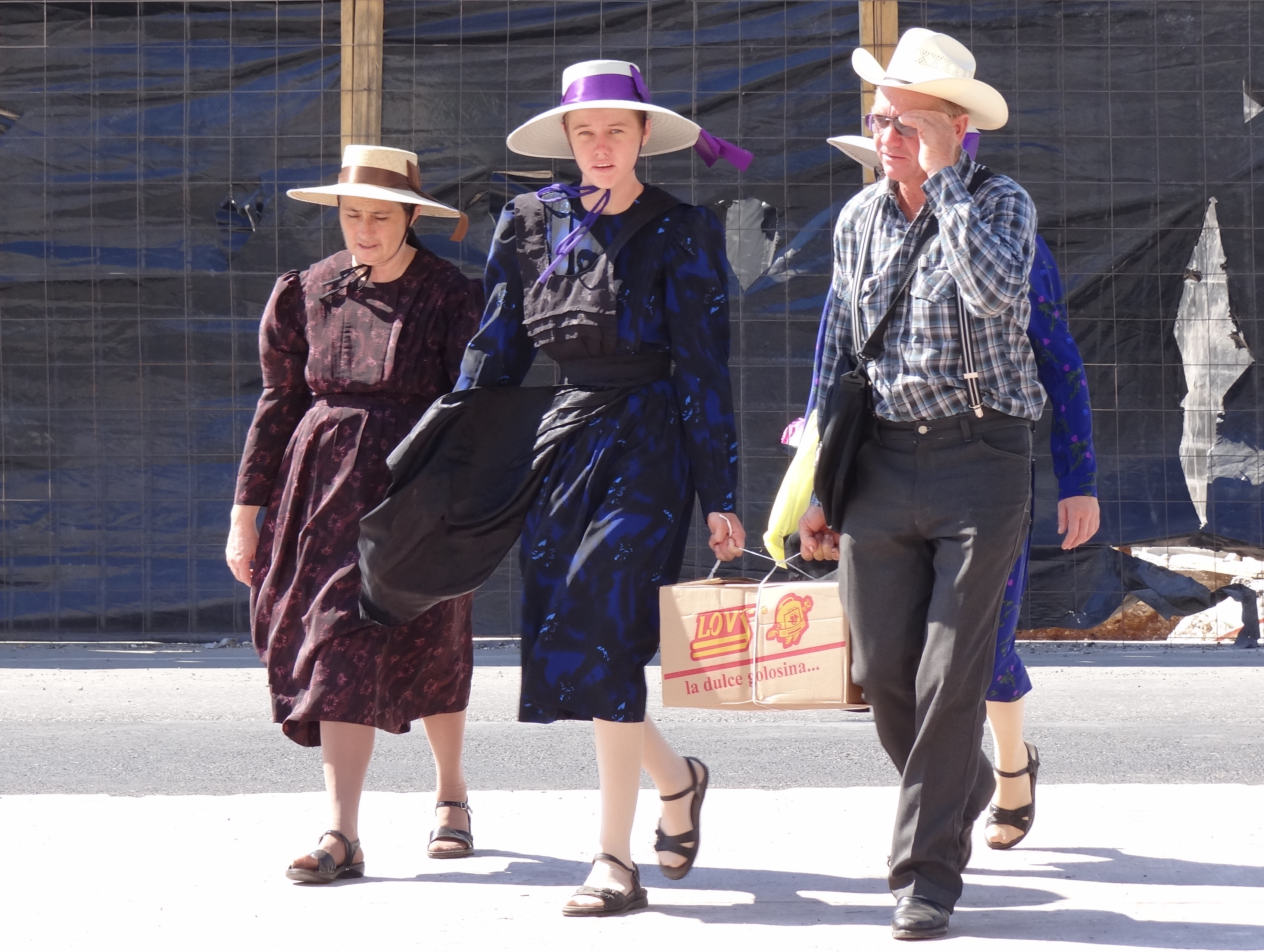
メキシコのメノナイトの家族
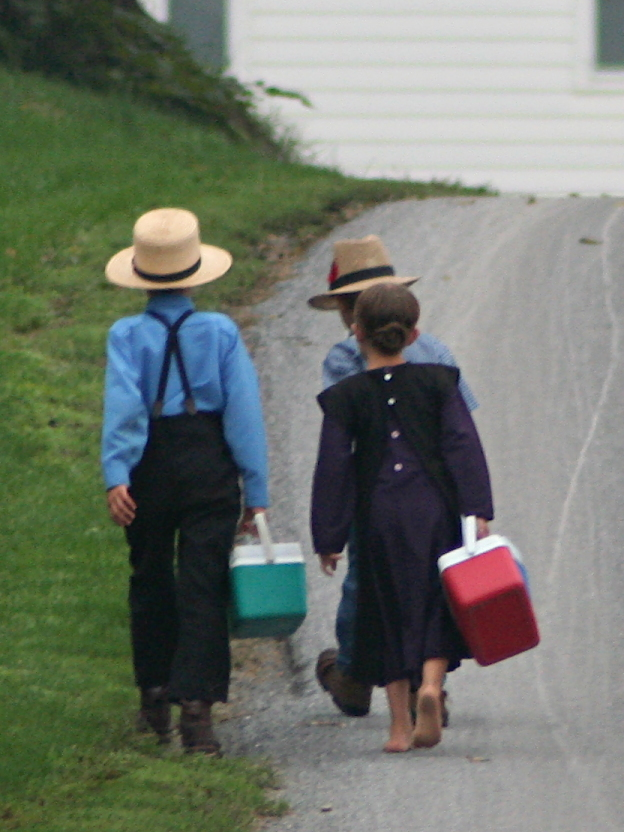
アーミッシュの子供たち

## 系統図

キリスト教諸教派の成立の概略を表す樹形図。更に細かい分類方法と経緯があり、この図はあくまで概略である。
プロテスタント諸教派（聖公会、アナバプテストを含む）の系統概略

## 日本のアナバプテスト
- 東京アナバプテスト・センター(TAC)
- アナバプテスト聖書キリスト教会（単立、北海道）
- 日本メノナイト・ブレザレン教団、日本キリスト兄弟団などメノナイト各派